# Kvantitativní lingvistika
Kvantitativní lingvistika je podobor obecné lingvistiky, konkrétněji podobor matematické lingvistiky. Jedná se o lingvistický směr, jehož hlavním cílem je formulovat obecné jazykové zákony, z těchto zákonů vyvozovat hypotézy a tyto hypotézy empiricky testovat. Kvantifikace a použití matematických metod jsou chápány jako prostředky, které umožňují formulovat deduktivní hypotézy a provádět intersubjektivní empirické testy.